# Кітті Ланге Х'єлланн
Кітті Ланге Х'єлланн (норв. Kitty Lange Kielland; 8 жовтня 1843 — 1 жовтня 1914) — норвезька художниця-пейзажистка, протофеміністка.

## Ранні роки та навчання
Народилася в заможній родині в Ставангері. Мала молодшого брата Александера Х'єлланна, взаємодія з яким посприяла її розвитку як художниці. Пройшовши підготовку з малювання та живопису лише в 30 років, все ж отримала дозвіл навчатися як професійна художниця. У 1873 році поїхала до Карлсруе, де навчалася у Ганс Ґуде. Проте як жінка була змушена брати в нього приватні уроки, не в змозі приєднуватися до його класу пейзажного живопису. Перейнялася прихильністю Ґуде до реалізму, яку привнесла в свої пізніші роботи. За два роки навчання досягда швидкого прогресу.

## Мюнхен
Х'єлланн виїхала з Карлсруе до Мюнхена в 1875 році, де приєдналася до колонії норвезьких художників, що жили там. У Мюнхені вона навчалася у натхненного французами реаліста Германа Байша та норвежця Ейліфа Петерсена, якого деякі вважають її найважливішим учителем. Х'єлланн жила у Мюнхені до 1878 року. Потім переїхала до Парижа, де продовжувала щодня малювати.

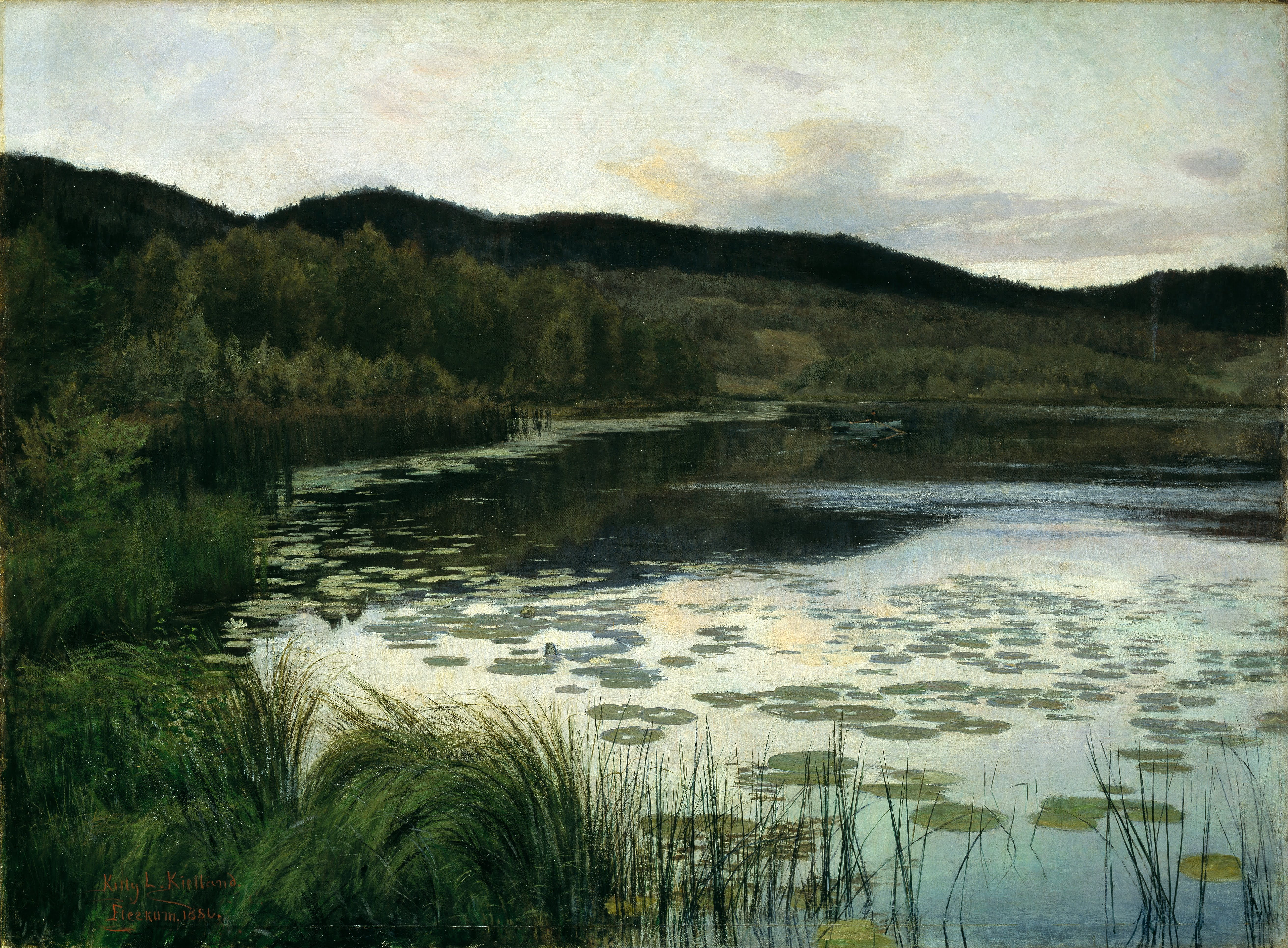
Літня ніч, 1886 рік

## Єрен
У 1876 році Х'єлланн відвідала Єрен на півдні Норвегії за пропозицією Ґуде написати місцеві пейзажі. В Єрені Х'єлланн підготувала дослідження, а повернувшись до Мюнхена, використала їх, щоб написати характерно рівний пейзаж, першою з художників зробивши це. Її картина Єрена реалістично зображує пейзаж, але з об'єднуючими атмосферними ефектами. Влітку Х'єлланн регулярно поверталася до Єрена, і монотонний пейзаж та торфовища в цій місцевості стали одними з її улюблених мотивів. За словами Х'єлланн, її так цікавить територія навколо Єрену через «велич ландшафту і багатство бідності». Майстерність, з якою був виконаний пейзаж, відзначала Х'єллан як одну з найвидатніших учениць Гуде.

## Париж
У 1879 році Х'єлланн переїхала до Парижа, де ділила студію з норвежською художницею-піонеркою Гаррієт Баккер з 1880-88 р. У Парижі вперше виставила свої картини. Недовго була вихованицею пейзажиста Леона Жермена Пелузи з сусіднього Серне-ла-Віль. Х'єлланн виїхала з Парижа в 1889-му, її портрет, написаний данською портретисткою Анною Анкер незадовго до від'їзду, знаходиться в Анчерс Гус.

## Останні роки: права жінок
Х'єлланн працювала над спрощенням свого мистецтва у 1890-х роках під впливом Єнса Фердинанда Віллумсена. Вона охоче брала участь у публічних дебатах щодо прав жінок. Х'єлланн виставляла свої роботи в Палаці образотворчих мистецтв на Всесвітній колумбійській виставці 1893 року в Чикаго, штат Іллінойс.
Х'єлланн мало малювала до кінця життя. Кілька років вона страждала від деменції, померла в Крістіанії в 1914 році.
Ім'ям Кітті Х'єлланн названо вулицю в Берумі, передмісті на захід від Осло.

## Вибрані твори

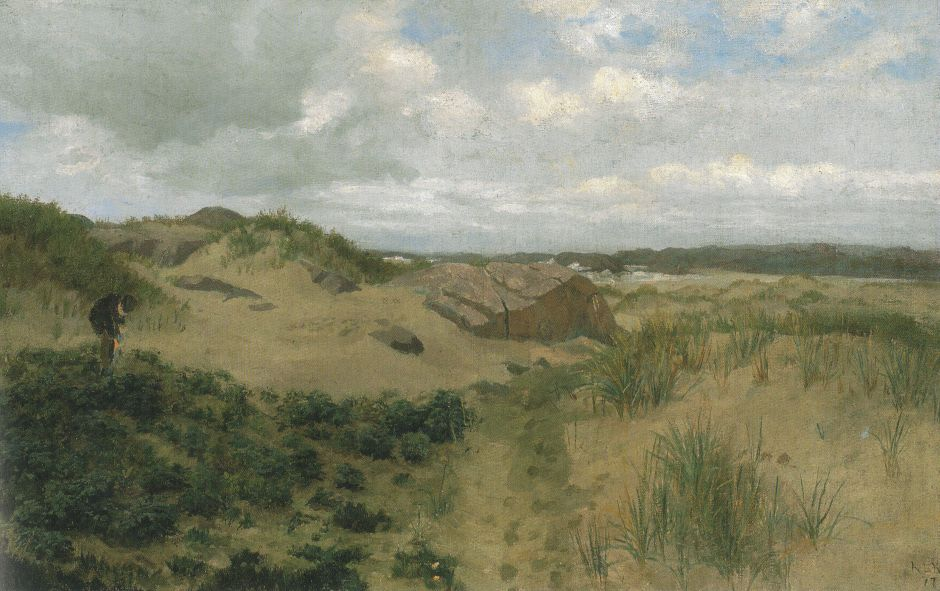
Прибережний пейзаж, 1878
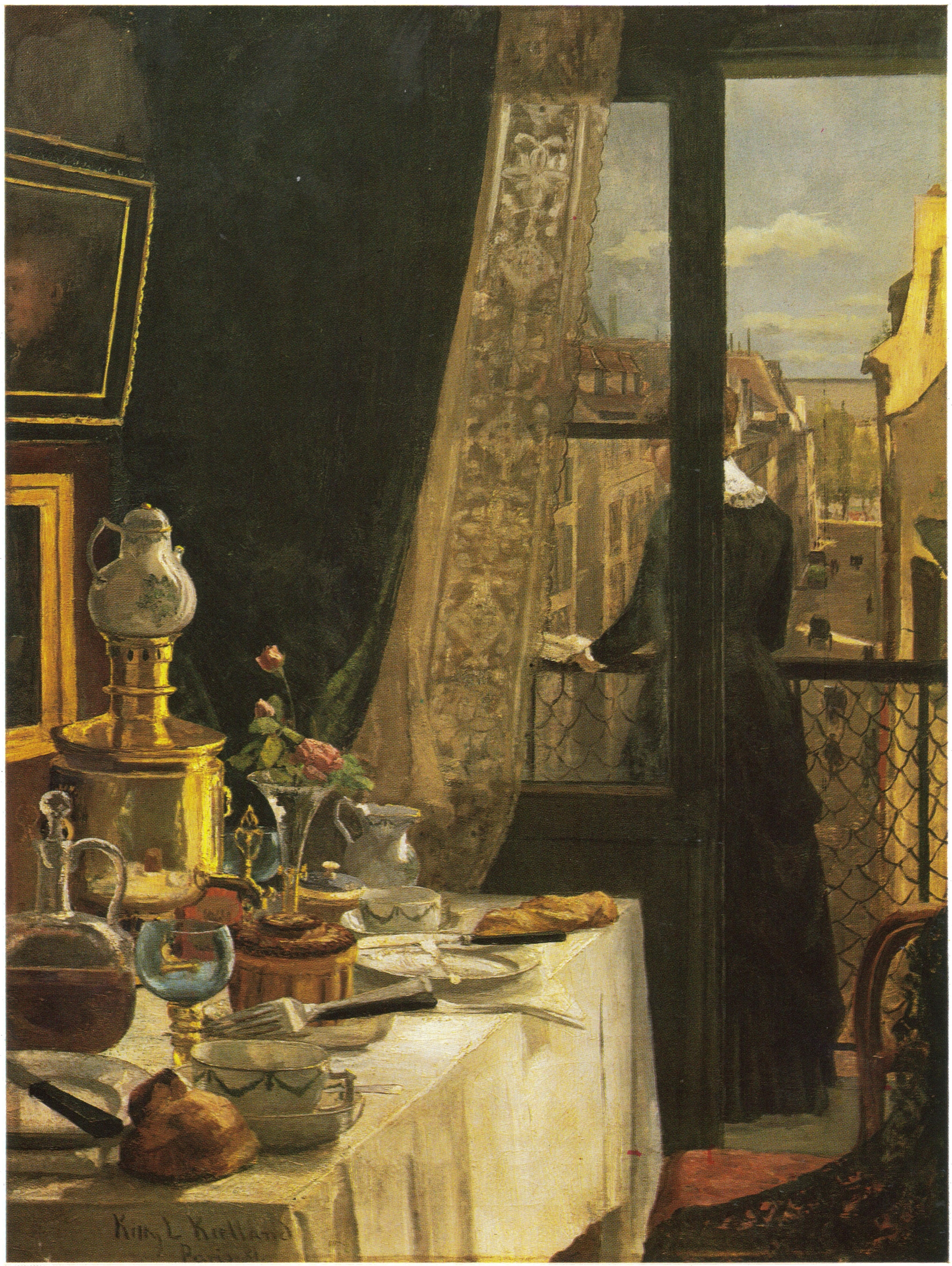
Паризька квартира, 1881
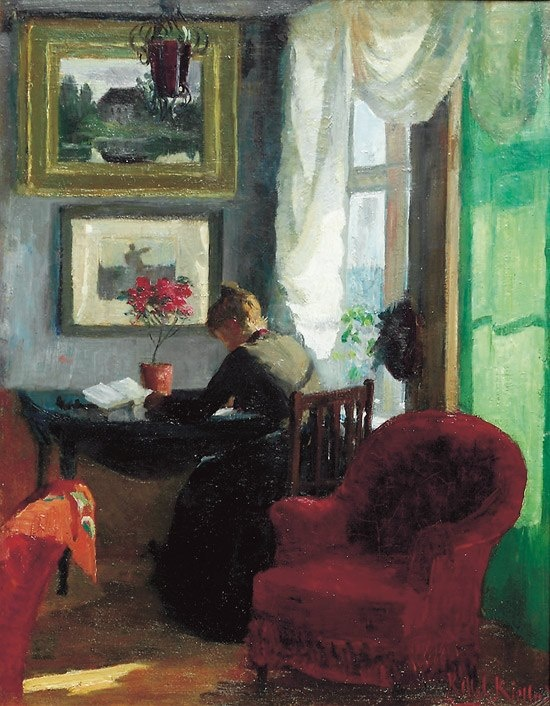
Інтер'єр, 1883
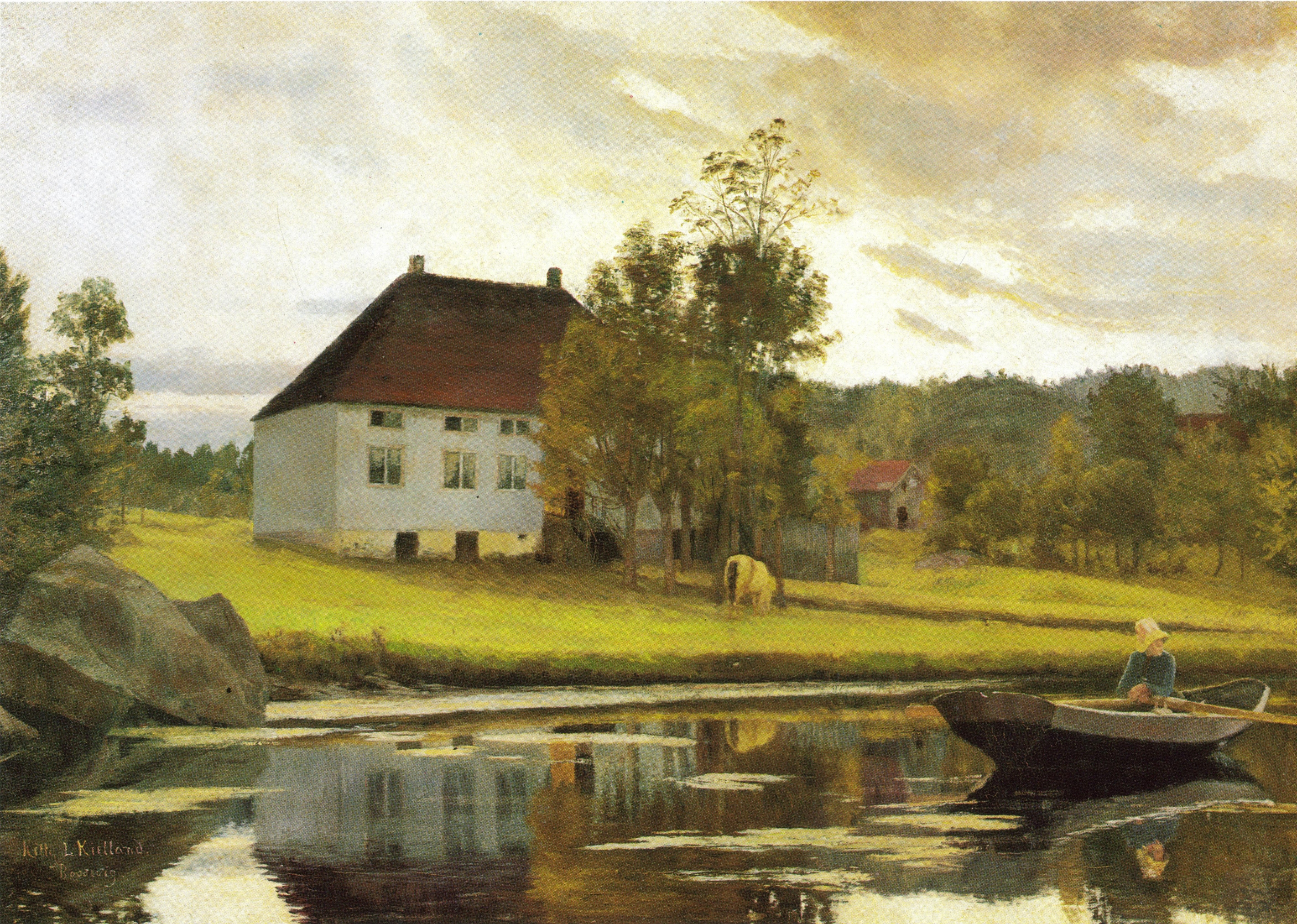
Після заходу сонця, 1885
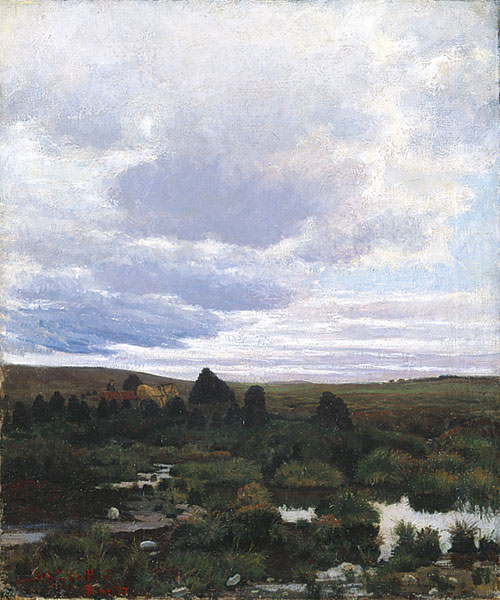
Торф'яні болота на Єрені, 1882
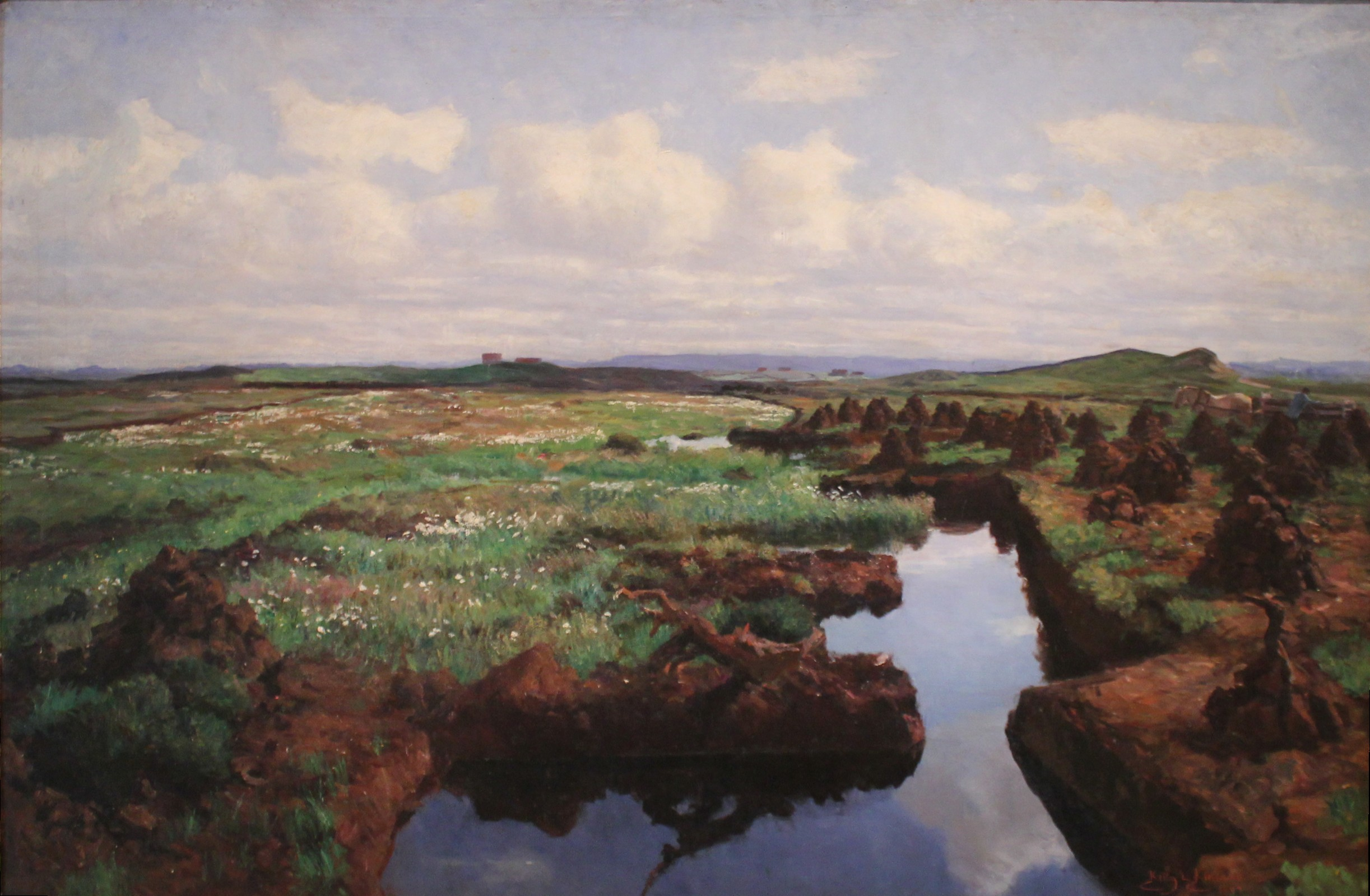
Торфове болото в Єрені, 1897
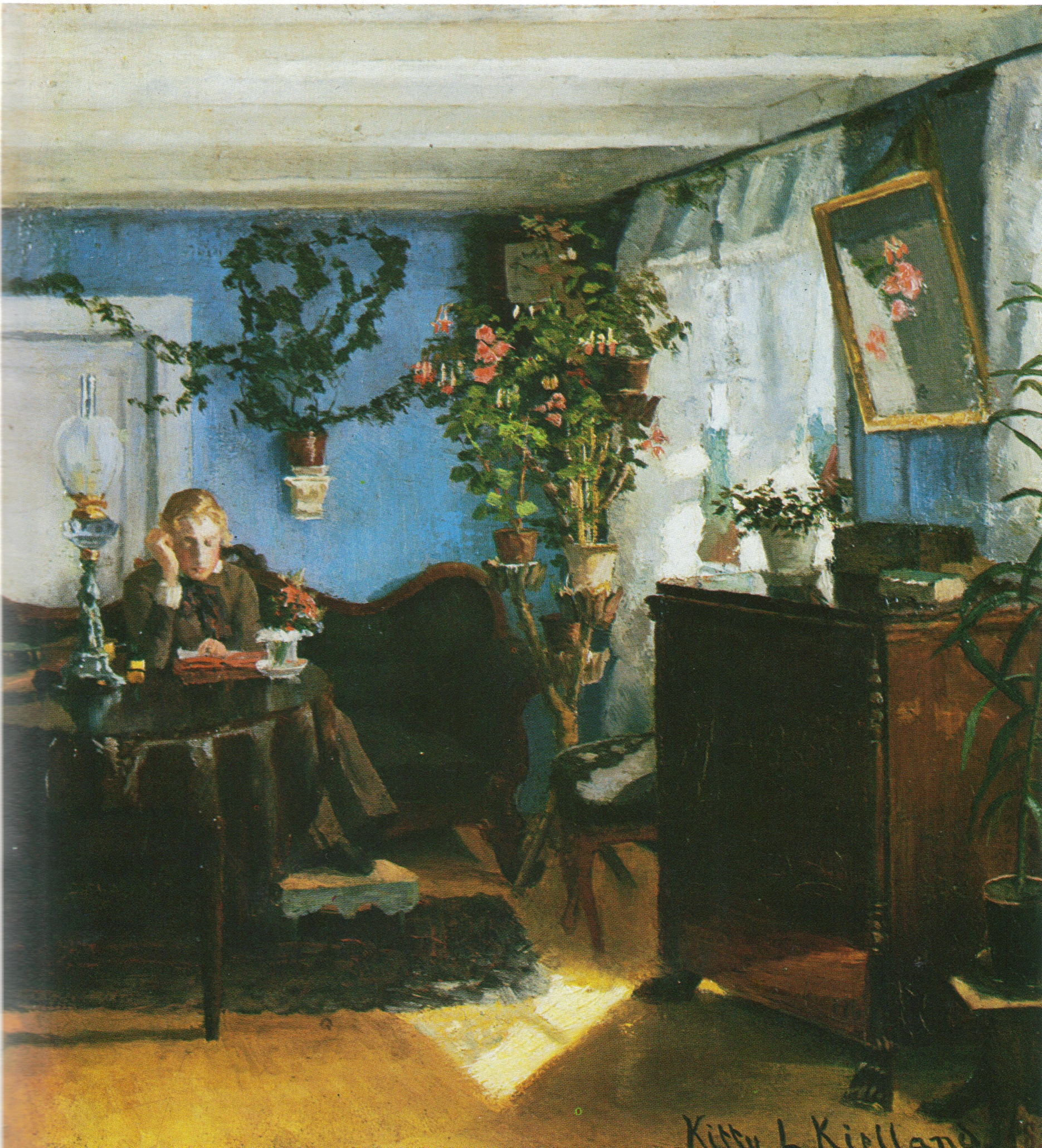
Синій інтер'єр
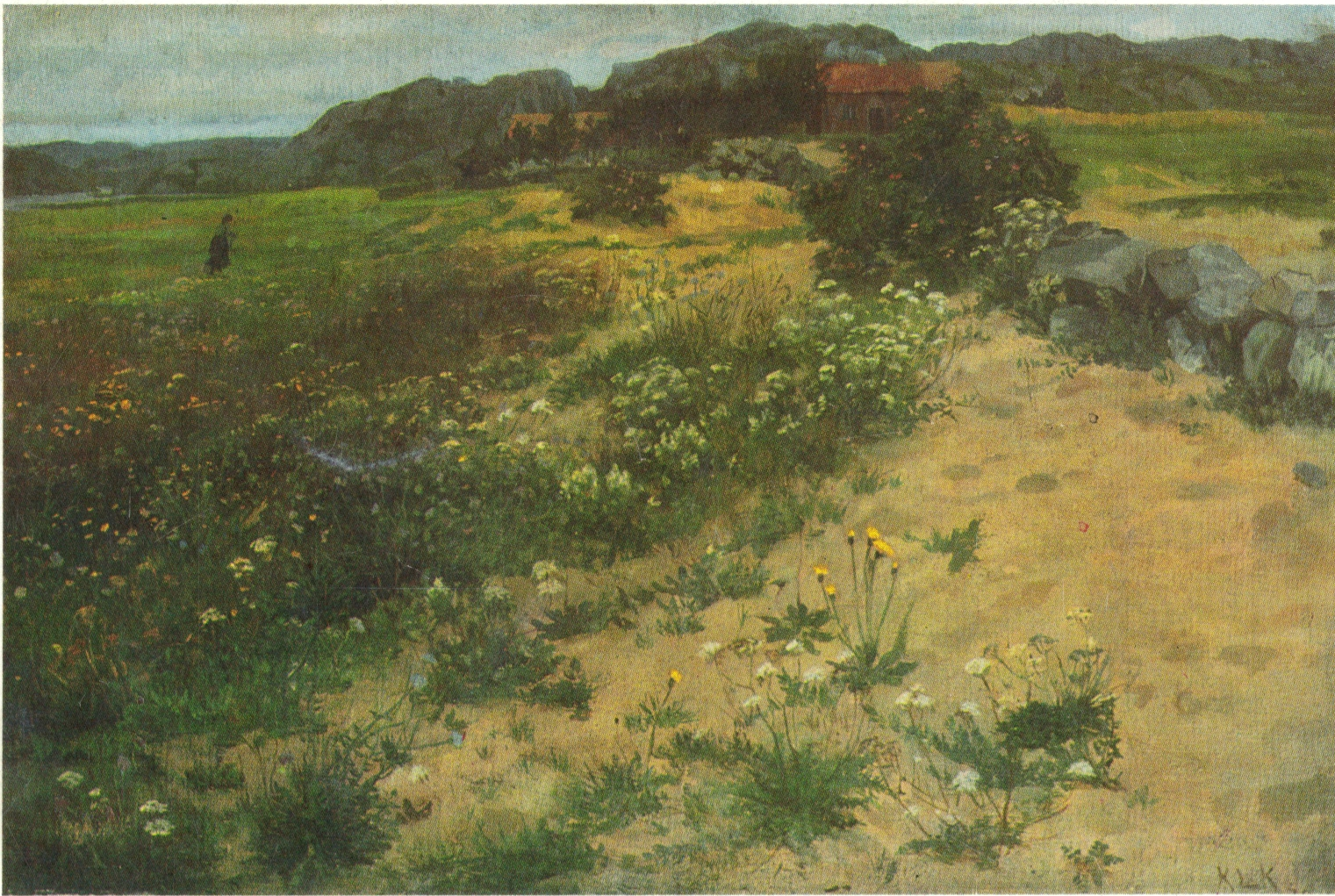
Х'єлланн-Фра Єрен, 1878